# Poetschia buellioides
Poetschia buellioides är en svampart som beskrevs av Körb. 1861. Poetschia buellioides ingår i släktet Poetschia och familjen Patellariaceae.   Inga underarter finns listade i Catalogue of Life.